# Sint-Jacobskerk (Schurhoven)

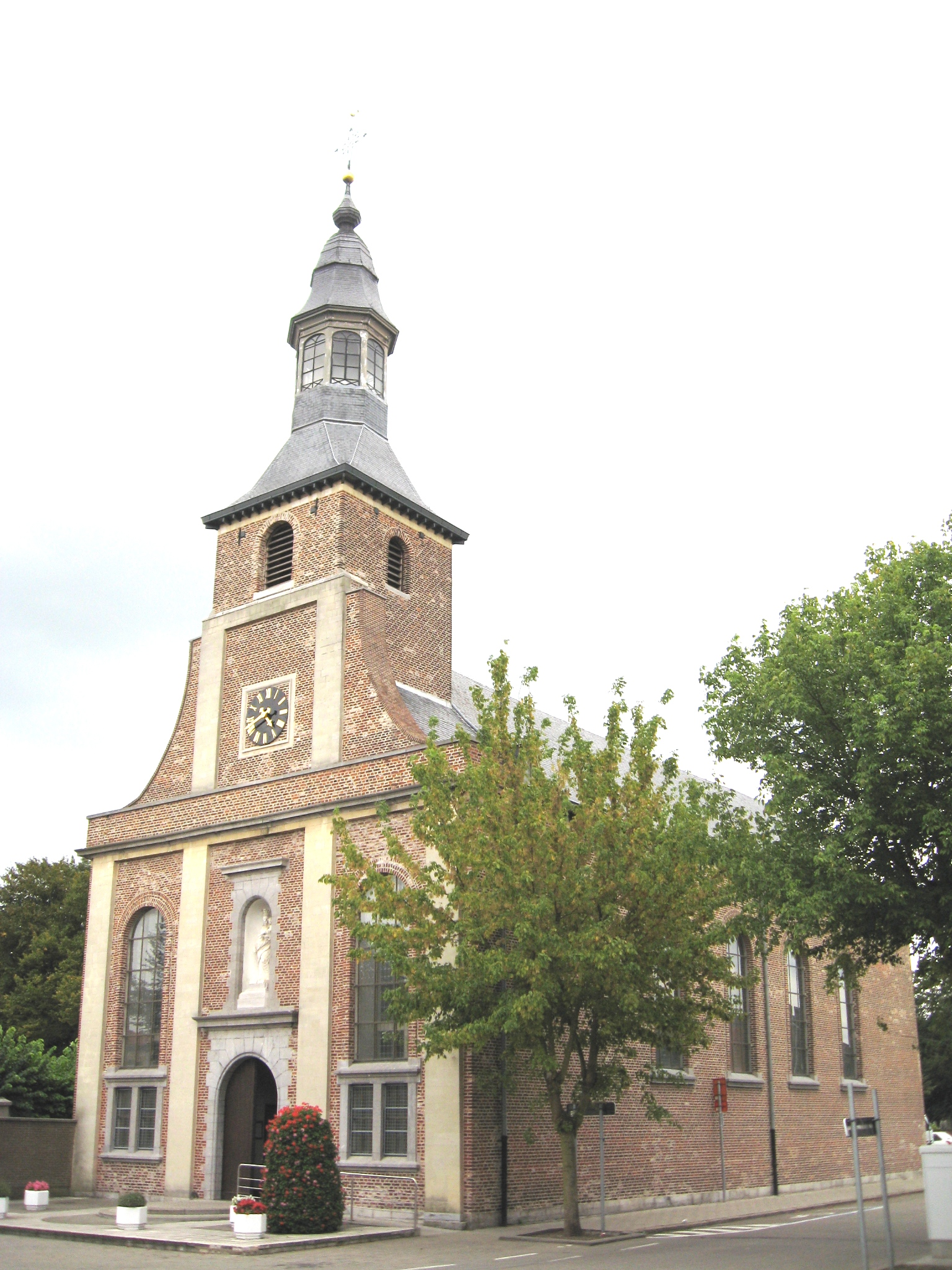
Sint-Jacobskerk

De Sint-Jacobskerk is de parochiekerk van Schurhoven, gelegen aan Schurhoven 47, ten zuiden van de Stedelijke begraafplaats van Sint-Truiden.
Reeds in de 12e eeuw stond hier een kerk, ongeveer te midden van waar nu de begraafplaats zich bevindt. De huidige kerk werd tussen 1771 en 1777 gebouwd in classicistische stijl.
Het betreft een eenbeukige bakstenen kerk met ingebouwde zuidwesttoren. Kenmerkend voor de voorgevel zijn de lisenen die langs het ingangsportaal naar boven lopen en tevens een nis insluiten waarin zich een Mariabeeld bevindt. Hierboven bevindt zich een ingezwenkte geveltop, eveneens versierd met lisenen. Deze bevat het uurwerk. De toren wordt bekroond door een sierlijke lantaarn.

## Interieur
Het interieur is bepleisterd. De kerk bezit een aantal kunstwerken, zoals een schilderij voorstellende de Aanbidding der herders uit de 2e helft van de 17e eeuw. Verder twee panelen van een triptiek uit het 4e kwart van de 16e eeuw, voorstellende respectievelijk Constantijn en Sint-Helena met het Kruis.
Van de beelden kunnen worden genoemd: een eiken Sint-Jacob (16e eeuw), een processiemadonna (18e eeuw), Sint-Rochus (18e eeuw), Sint-Catharina (18e eeuw), een piëta (16e eeuw, in gepolychromeerd hout), een Sint-Lambertus (18e eeuw), Sint-Egidius (17e eeuw).
De zijaltaren zijn in Lodewijk XV-stijl, de biechtstoelen, waarvan één met de preekstoel erboven zijn uit het eind van de 18e eeuw. Het messing doopvont is 17e-eeuws. Het orgel en het doksaal zijn classicistisch. Uit 1725 stamt een Luiks rococoportaal.